# Nothing Else Matters
Nothing Else Matters (lit. ‘No importa res més’) és el desè senzill de la banda estatunidenca Metallica, el tercer extret de l'àlbum d'estudi, Metallica, i el van llançar el 20 d'abril de 1992.

## Producció
James Hetfield va escriure la cançó l'any 1990 mentre parlava per telèfon amb la que en aquell moment era la seva xicota. Mentre aguantava el telèfon amb una mà, amb l'altra puntejava una guitarra, i va acabar fent els dos primers compassos de la cançó. La lletra estava dedicada a la seva xicota per explicar els vincles que mantenien malgrat la distància de quan era de gira. Inicialment no havia de sortir a la llum, ja que Hetfield la va compondre per ell mateix, però quan Lars Ulrich va sentir la cançó, el va convèncer d'afegir-la a l'àlbum. Van realitzar l'enregistrament durant l'estiu del mateix any en l'estudi que Ulrich tenia a casa seva. És una de les poques cançons de Metallica on Hetfield toca la guitarra en solitari, i també de les poques del seu repertori on Kirk Hammett no hi intervé.
La cançó va aconseguir entrar en els llocs capdavanters de moltes llistes europees tot i no arribar al capdamunt en cap, mentre que als Estats Units va arribar al 43è lloc, i en l'onzena posició de la llista estatunidenca de rock. Va esdevenir unes de la cançons més populars de la banda i bàsica en les seves gires. Prova d'això és que ha estat versionada per gairebé un centenar d'artistes i bandes, amb especial popularitat la que va realitzar Lucie Silvas l'any 2005. Va ser inclosa en el videojoc musical Guitar Hero: Metallica com a material descarregable.
El videoclip fou dirigit per Adam Dubin i muntat per Sean Fullan a partir de talls del documental A Year and a Half in the Life of Metallica, que fou enregistrat durant les sessions d'enregistrament de l'àlbum. En canals de televisió com MTV només fou emès en horari nocturn degut a l'aparició d'imatges i pòsters de noies nues de revistes Playboy que es veien en l'estudi de gravació. En la compilació de videoclips que van llançar l'any 2006, es van censurar els pòsters com en d'altres videoclips on apareixien dones nues.
El tema va esdevenir estable en els concerts de Metallica des de la seva aparició, i sovint va dedicada als seguidors. Versions en directe de la cançó apareixen en diverses compilacions: Orgullo, Pasión, y Gloria: Tres Noches en la Ciudad de México, Live Shit: Binge & Purge, S&M, Cunning Stunts i The Big 4 Live from Sofia, Bulgaria. També va ser inclosa en la banda sonora de la seva pel·lícula Through the Never.

## Llista de cançons
| 1. | «Nothing Else Matters»    | 6:30 |
| 2. | «Enter Sandman» (directe) | 5:26 |

| 1. | «Nothing Else Matters»          | 6:30 |
| 2. | «Enter Sandman» (directe)       | 5:26 |
| 3. | «Harvester of Sorrow» (directe) | 6:02 |
| 4. | «Nothing Else Matters» (demo)   | 5:52 |

| 1. | «Enter Sandman»        | 5:39 |
| 2. | «Sad but True»         | 5:30 |
| 3. | «Nothing Else Matters» | 6:17 |

| 1. | «Nothing Else Matters» (directe)    | 6:47 |
| 2. | «For Whom the Bell Tolls» (directe) | 4:52 |
| 3. | «- Human» (directe)                 | 4:19 |
| 4. | «Nothing Else Matters» (vídeo)      |      |

## Nothing Else Matters '99
La versió coneguda com a «Nothing Else Matters '99» presenta una orquestració realitzada Michael Kamen, director de l'orquestra San Francisco Symphony Orchestra. Aquesta versió fou enregistrada en directe per l'àlbum S&M i fou llançada com a senzill amb les cares-B «For Whom the Bell Tolls» i «−Human» el 22 de novembre de 1999.
També van realitzar una remescla acústica anomenada "Elevator version" sense guitarres elèctriques, substituïdes per guitarres acústiques. Aquesta versió va ser inclosa com a cara-B del senzill «Sad but True».